# 普吕居方
普吕居方（法語：Pluguffan，法語發音：[plyɡyfɑ̃]）是法国菲尼斯泰尔省的一个市镇，属于坎佩尔区。

## 地理
普吕居方（47°58'51"N, 4°10'44"W）面积32.09 平方千米，位于法国布列塔尼大區菲尼斯泰尔省，该省份为法国最西部的省份，位于布列塔尼半岛西部，北西南三面环大西洋，东临阿摩尔滨海省和莫尔比昂省。
与普吕居方接壤的市镇（或旧市镇、城区）包括：孔布里特、普洛加斯泰勒-圣日耳曼、普洛姆兰、普洛内斯、普洛内乌尔-朗韦恩、坎佩尔、特雷梅奥克。

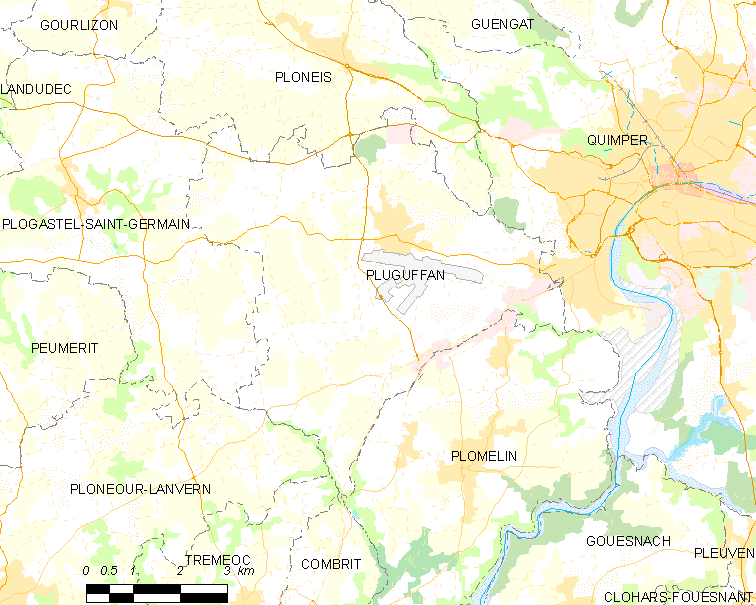
普吕居方的OSM定位图

普吕居方的时区为UTC+01:00、UTC+02:00（夏令时）。

## 行政
普吕居方的邮政编码为29700，INSEE市镇编码为29216。

## 政治
普吕居方所属的省级选区为坎佩尔第一县。

## 人口

1962-2008年间普吕居方人口变化图示

普吕居方于2022年1月1日时的人口数量为4229人。